# Wanasaraya
Wanasaraya is een bestuurslaag in het regentschap Kuningan van de provincie West-Java, Indonesië. Wanasaraya telt 2477 inwoners (volkstelling 2010).